# Hipismo nos Jogos Olímpicos de Verão de 1976
O hipismo nos Jogos Olímpicos de Verão de 1976 foi realizado em Montreal, no Canadá, com seis eventos disputados no adestramento, concurso completo de equitação (CCE) e salto.

## Adestramento individual
| Pos. | País                     | Atletas                 | Cavalos |
| ---- | ------------------------ | ----------------------- | ------- |
|      | Suíça (SUI)              | Christine Stückelberger | Granat  |
|      | Alemanha Ocidental (FRG) | Harry Boldt             | Woycek  |
|      | Alemanha Ocidental (FRG) | Reiner Klimke           | Mehmed  |

## Adestramento por equipe
| Pos. | País                     | Atletas                                               | Cavalos              |
| ---- | ------------------------ | ----------------------------------------------------- | -------------------- |
|      | Alemanha Ocidental (FRG) | Harry Boldt Reiner Klimke Gabriela Grillo             | Woycek Mehmed Ultimo |
|      | Suíça (SUI)              | Christine Stückelberger Ulrich Lehmann Doris Ramseier | Granat Widin Roch    |
|      | Estados Unidos (USA)     | Hilda Gurney Dorothy Morkis Edith Master              | Keen Monaco Dahlwitz |

## CCE individual
| Pos. | País                     | Atletas       | Cavalo          |
| ---- | ------------------------ | ------------- | --------------- |
|      | Estados Unidos (USA)     | Edmund Coffin | Bally-Cor       |
|      | Estados Unidos (USA)     | Michael Plumb | Better & Better |
|      | Alemanha Ocidental (FRG) | Karl Schultz  | Madrigal        |

## CCE por equipe
| Pos. | País                     | Atletas                                                       | Cavalos                                               |
| ---- | ------------------------ | ------------------------------------------------------------- | ----------------------------------------------------- |
|      | Estados Unidos (USA)     | Edmund Coffin Michael Plumb Bruce Davidson Mary Tauskey       | Bally Cor Better and Better Irish Cap Marcus Aurelius |
|      | Alemanha Ocidental (FRG) | Karl Schultz Herbert Blöcker Helmut Rethemeier Otto Ammermann | Madrigal Albrant Pauline Volturno                     |
|      | Austrália (AUS)          | Wayne Roycroft Mervyn Bennett Bill Roycroft Dennis Pigott     | Laurenson Regal Reign Version Hillstead               |

## Salto individual
| Pos. | País                     | Atletas             | Cavalos     |
| ---- | ------------------------ | ------------------- | ----------- |
|      | Alemanha Ocidental (FRG) | Alwin Schockemöhle  | Warwick Rex |
|      | Canadá (CAN)             | Michel Vaillancourt | Espadron    |
|      | Bélgica (BEL)            | François Mathy      | Gai Luron   |

## Salto por equipe
| Pos. | País                     | Atletas                                                              | Cavalos                                         |
| ---- | ------------------------ | -------------------------------------------------------------------- | ----------------------------------------------- |
|      | França (FRA)             | Hurbert Parot Jean Marcel Rozier Michel Roche Marc Roguet            | Rivage Bayard de Maupas Un Espoir Belle de Mars |
|      | Alemanha Ocidental (FRG) | Hans Winkler Paul Schockemöhle Alwin Schockemöhle Sönke Sönksen      | Torphy Agent Warwick Rex Kwepe                  |
|      | Bélgica (BEL)            | Eric Wauters François Mathy Edgar-Henri Cuepper Stanny van Paesschen | Gutte Site Gai Luron Le Champion Porche         |

## Quadro de medalhas do hipismo
| Ordem | País                   | Medalha de ouro | Medalha de prata | Medalha de bronze | Total |
| ----- | ---------------------- | --------------- | ---------------- | ----------------- | ----- |
| 1     | FRG Alemanha Ocidental | 2               | 3                | 2                 | 7     |
| 2     | USA Estados Unidos     | 2               | 1                | 1                 | 4     |
| 3     | SUI Suíça              | 1               | 1                | 0                 | 2     |
| 4     | FRA França             | 1               | 0                | 0                 | 1     |
| 5     | CAN Canadá             | 0               | 1                | 0                 | 1     |
| 6     | BEL Bélgica            | 0               | 0                | 2                 | 2     |
| 7     | AUS Austrália          | 0               | 0                | 1                 | 1     |